# Grit Beer
Grit Beer (* 12. Februar 1934 in Allenstein; † 27. Dezember 2008 in Lübeck; gebürtig Grit Herrmann) war eine deutsche Politikerin (CDU). Von 1988 bis 1992 gehörte sie dem Landtag von Schleswig-Holstein an.

## Leben
Grit Beer wurde 1974 in die Bürgerschaft der Hansestadt Lübeck gewählt, der sie bis 1982 angehörte. Sie war Mitglied des Kreisvorstands der Lübecker CDU, verließ die Partei jedoch im Dezember 1981. Ihren Austritt begründete sie mit der einer „den Grundsätzen der CDU zuwiderlaufenden Personalpolitik im Lübecker Kreisverband“ und sprach von einer „rigorosen Personalpolitik, die der in Bonn als Bundestagsabgeordneter ohne jede Effektivität und Einfluß gebliebene Kreisvorsitzende Ekkehart Eymer in Lübeck zum Schaden der CDU betreibt“. Ihre Kritik richtete sich gegen die Auswahl der Kandidaten für die Bürgerschaftswahl in Lübeck am 7. März 1982. Mehrere Jahre später trat sie der Partei wieder bei.
1988 zog sie über die Landesliste der CDU in den Landtag von Schleswig-Holstein ein. Im Landesparlament widmete sie sich insbesondere der Schulpolitik. In der Debatte um ein Schleswig-Holsteinisches Schulgesetz sah Grit Beer 1989 durch die vorgesehene Teilnahme von Schülern bereits ab der achten Jahrgangsstufe an der Schulkonferenz eine Einschränkung der Elternbeteiligung.
In innerparteilichen Auseinandersetzungen um Heiko Hoffmann, damals Oppositionsführer im Schleswig-Holsteinischen Landtag, stellte sie sich zusammen mit anderen Abgeordneten vor den CDU-Politiker und befand sich damit im Gegensatz zum CDU-Generalsekretär Peter-Uwe Conrad und dem CDU-Landesvorsitzenden Ottfried Hennig. Mit Ablauf der Legislaturperiode 1992 schied sie aus dem Landtag aus.
Aus ihrer Ehe mit Manfred R. Beer hat sie eine Tochter, die in London lebende Opernsängerin Birgit Beer. Birgit Beer sagte anlässlich des Todes ihrer Mutter: „Meine Mutter war den Menschen auf der Straße ganz nah.“